# مجزرة المغازي (24 ديسمبر 2023)
مجزرة مخيم المغازي (24 ديسمبر 2023) هي مجزرةٌ ارتكبها سلاح الجوّ الإسرائيلي حينما أغارَ على مربع سكني مكتظ بالنازحين، حيثُ أنه وبحلول العاشرة والنصف من مساء يوم الأحد الموافق 24 ديسمبر 2023 قام سلاح الجو بشن سلسلة غارات مكثفة على مخيم المغازي، واستهدفت هذه الغارات منازل سكنية مكتظ بالنازحين الذين نزحوا من شمال القطاع. هذه المجزرة من ضمن عدة مجازر وقعت خلال عملية طوفان الأقصى. تسبّبت هذه المجزرة الإسرائيليّة والتي استهدفت منازل تضم عدد من المدنيين إلى استشهاد أكثر من 70 شهيداً.

## خلفية الحدث
في ساعاتِ الصباح الأولى من يوم السابع من أكتوبر 2023 أطلقت حركة المقاومة الإسلامية حماس عبر ذراعها العسكري كتائب الشهيد عز الدين القسام عملية طوفان الأقصى وذلك ردًا على الاعتداءات الإسرائيلية وتدنيس الأقصى والاستمرار في الاستيطان، كما أكّد على ذلك محمد الضيف القائد العام للقسّام والذي أعطى إشارة انطلاق العمليّة التي شهدت اقتحامًا من المقاومين لمستوطنات غلاف غزة ونجحوا في قتلِ عدد كبيرٍ من الجنود الإسرائيلين، وأسر عشرات آخرين كما استطاعوا خلال ساعات قطع عشرات الكيلومترات ووصلوا لمستوطنات أبعد من تلك المحيطة والقريبة من قطاع غزة.
الرد الإسرائيلي على هذه العمليّة جاء من خلال شنّ سلاح الجو الإسرائيلي عشرات الغارات العشوائيّة على القطاع متسبّبة في مقتل آلاف المدنيين وتدمير البنية التحتية لمدن القطاع، ليصل حد فرض إغلاق شامل وقطع متعمد لكل الخدمات من ماء وكهرباء وغاز، وهو ما هدَّد حياة أكثر من مليونَي فلسطيني يعيشُ داخل القطاع الذي يُعاني أصلًا من تبعات الحصار الخانق عليهم منذ ستة عشر عاماً.
وفي مساء يوم 27 أكتوبر/تشرين الأول، أعلن جيش الاحتلال الإسرائيلي بدء الهجوم بري على قطاع غزة من خلال بدء التوغل في بلدة بيت حانون ومخيم البريج. حدث الهجوم وسط سلسلة من الغارات الجوية الإسرائيلية واسعة النطاق التي أدت إلى قطع الاتصالات المتنقلة والوصول إلى الإنترنت في غزة.
وبتاريخ 24 نوفمبر 2023 تم وقف إطلاق النار بين المقاومة الفلسطينية وإسرائيل، وهو وقف إطلاق نار مؤقت جرى في الحرب الدائرة بين فصائل المقاومة الفلسطينية في غزة وإسرائيل. وبتاريخ 2 ديسمبر انتهت الهدنة، وخلال ساعات إنتهاء الهدنة الأولى قام سلاح الطيران الإسرائيلي بشن هجمات صاروخية مكثفة على كافة أنحاء القطاع مع التركيز على المنطقة الجنوبية لقطاع غزة.

## المجزرة
بتاريخ 24 ديسمبر 2023، قصفت طائرات الجيش الإسرائيلي مخيم المغازي للاجئين في وسط قطاع غزة بسلسلة غارات جوية. واستشهد ما لا يقل عن 70 شخصاً، معظمهم من النساء والأطفال. دمر القصف الإسرائيلي حي سكني كامل في مخيم اللاجئين وألحق أضرارًا جسيمة بالمنازل المجاورة والبنية التحتية. حدث ذلك أثناء الاجتياح البري لقطاع غزة. وأفادت وزارة الصحة بغزة أن أكثر من 70 شهيدا وصلوا إلى مستشفى شهداء الأقصى في دير البلح عقب المجزرة مباشرة، مع وجود عشرات الإصابات وعشرات المفقودين.

## الضحايا
- عائلة أبو حامدة
- عائلة ألنواصرة
- عائلة أبو رحمة
- عائلة غبن
- عائلة مسلم
- عائلة محمد قنديل
- عائلة أبو عواد